# کونستانتین فون کوگلگن
کونستانتین فون کوگلگن (آلمانی: Konstantin von Kügelgen; ۶ ژانویهٔ ۱۸۱۰ – ۲۸ آوریل ۱۸۸۰) نقاش آلمانی‌تبار اهل روسیه بود. وی پسر کارل فون کوگلگن و پدر سالی فون کوگلگن است.

## نقاشی‌ها

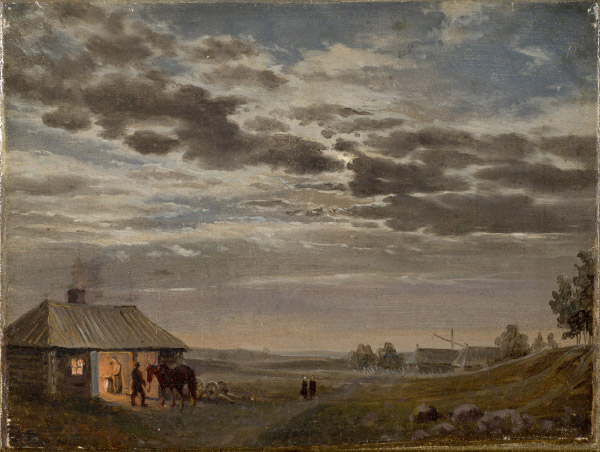
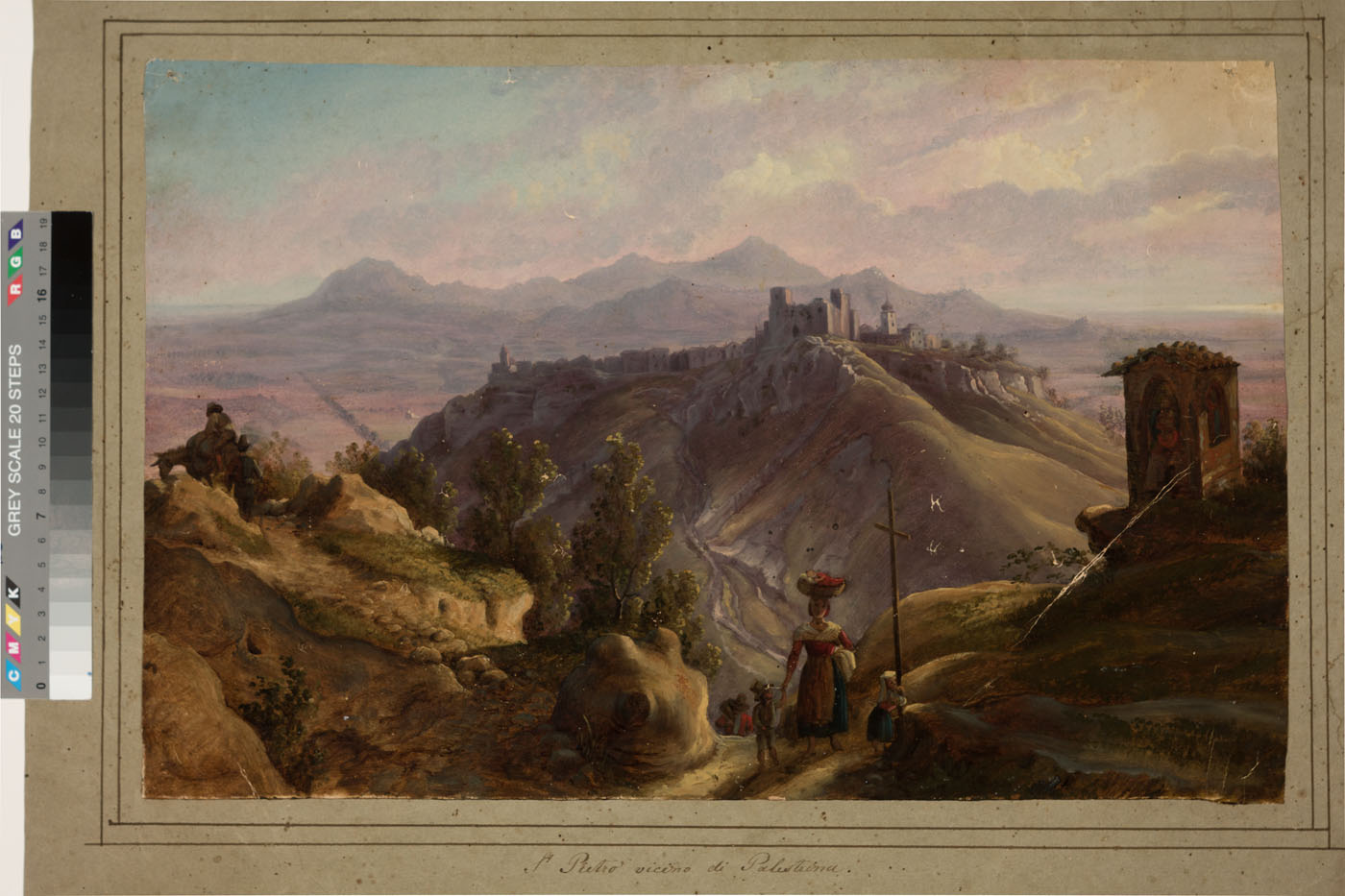
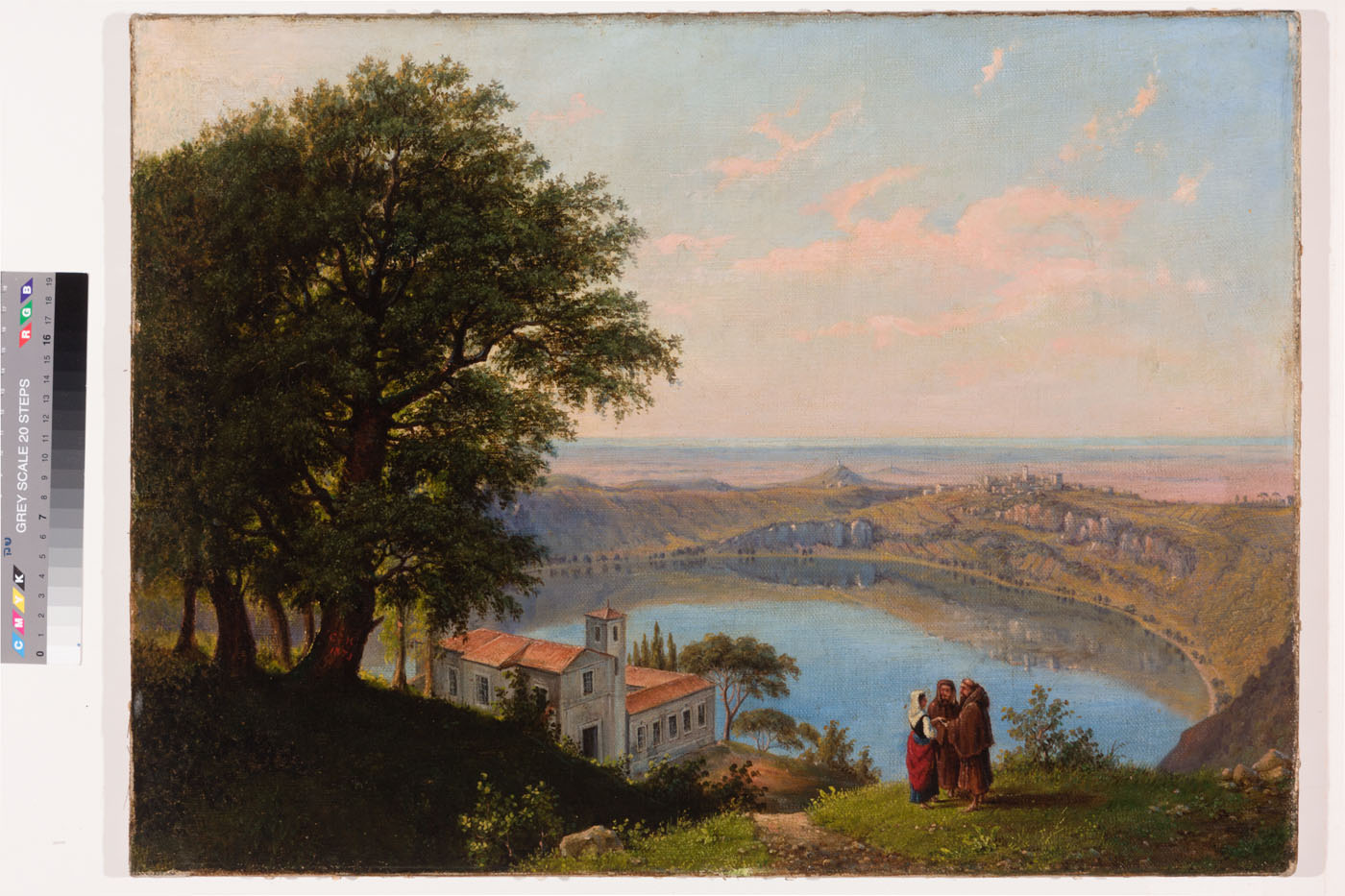
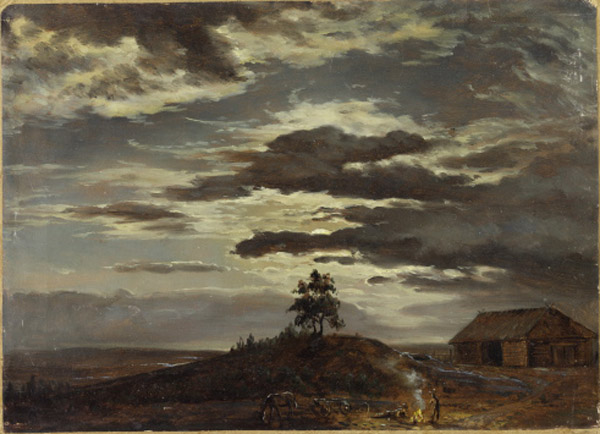
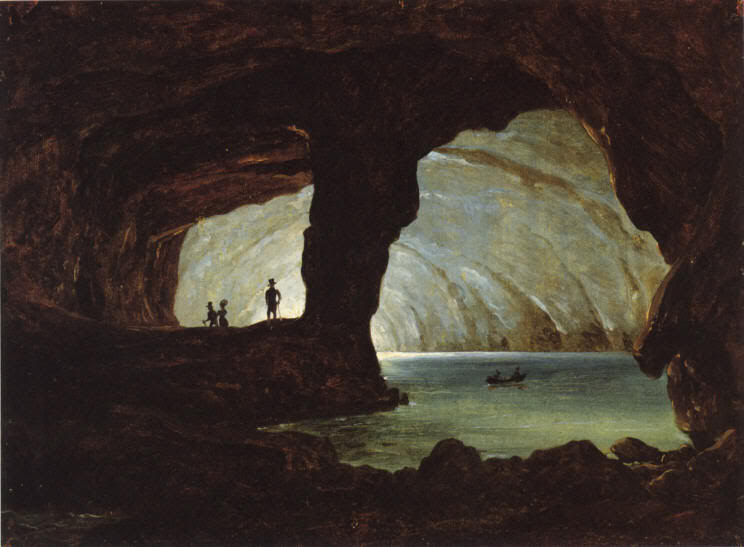
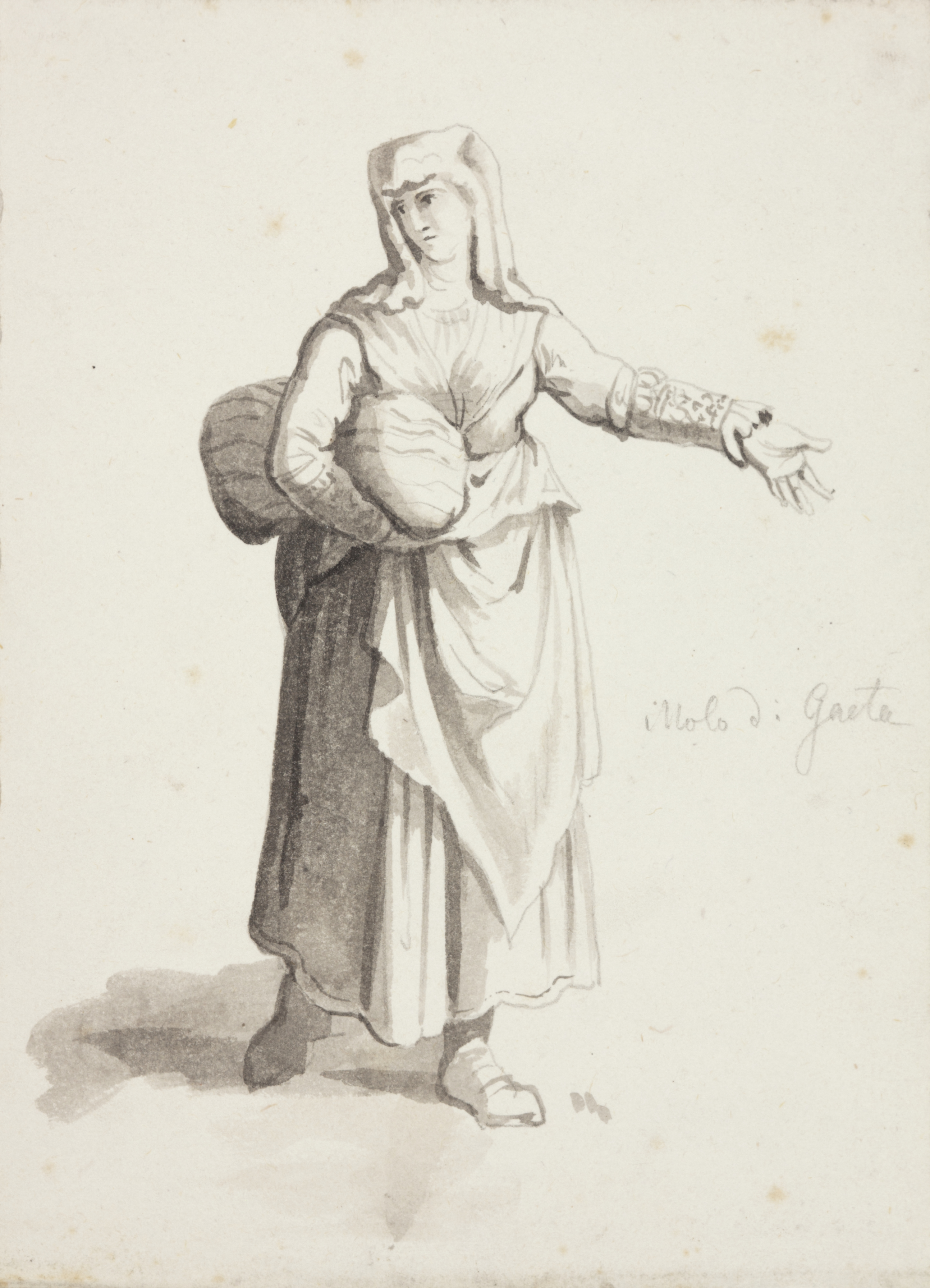
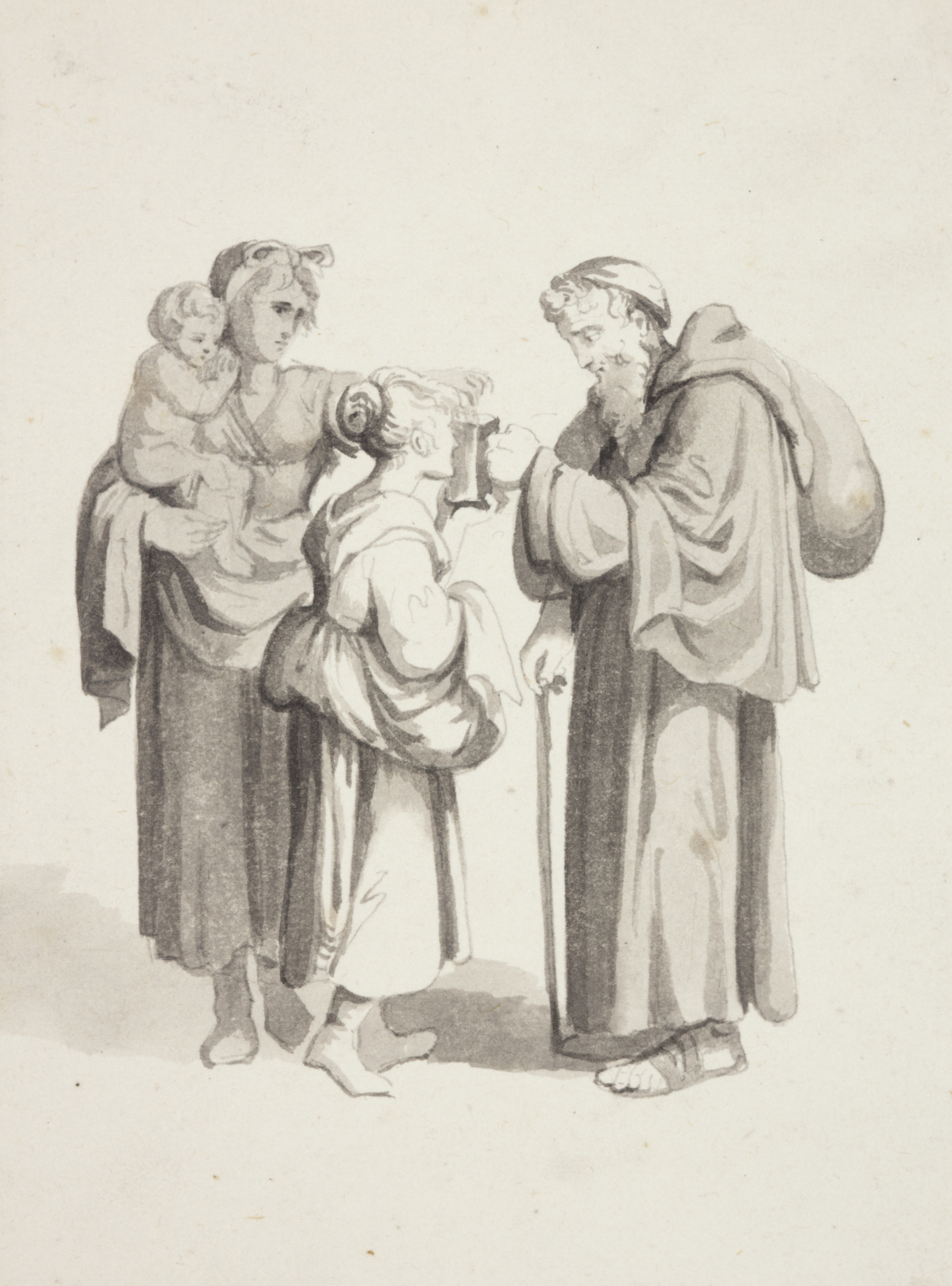
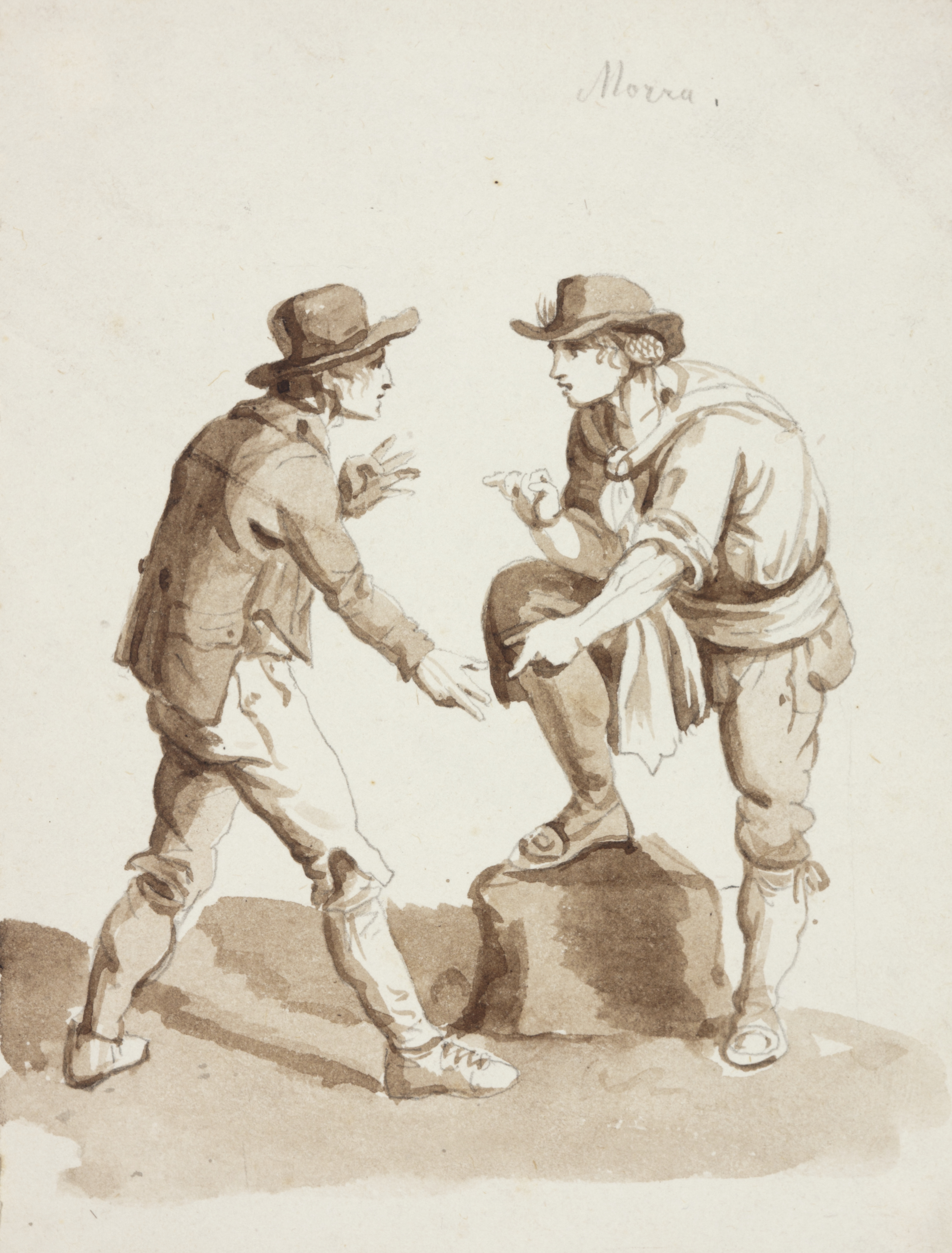